# Tortes
Tortes (llamada oficialmente San Pedro de Tortes) es una parroquia y una aldea española del municipio de Becerreá, en la provincia de Lugo, Galicia.

## Organización territorial
La parroquia está formada por siete entidades de población:
- Arroxo
- Eixibrón
- Freixo (O Freixo)
- Herbón (Erbón)
- Lamarrío
- Monelo
- Tortes

## Demografía

### Parroquia
| Gráfica de evolución demográfica de Tortes (parroquia) entre 2000 y 2023 |
|                                                                          |
| Datos según el nomenclátor publicado por el INE.                         |

### Aldea
| Gráfica de evolución demográfica de Tortes (aldea) entre 2000 y 2023 |
|                                                                      |
| Datos según el nomenclátor publicado por el INE.                     |